# La Neuville-au-Temple
La Neuville-au-Temple község Franciaország Grand Est régiójában, Marne megyében. Új községként 2025. január 1-jén jött létre Saint-Hilaire-au-Temple és Dampierre-au-Temple korábbi község egyesítésével.

## Népesség
| 2021 | 589 |
| 2022 | 574 |